# سينثيا جيب
سينثيا جيب (بالإنجليزية: Cynthia Gibb)‏ هي عارضة وممثلة أمريكية، ولدت في 14 ديسمبر 1963 في الولايات المتحدة.

## أعمال

### مسلسلات
- موردر

## وصلات خارجية
- سينثيا جيب على موقع IMDb (الإنجليزية)
- سينثيا جيب على موقع ألو سيني (الفرنسية)
- سينثيا جيب على موقع ميوزك برينز (الإنجليزية)
- سينثيا جيب على موقع أول موفي (الإنجليزية)
- سينثيا جيب على موقع قاعدة بيانات الأفلام السويدية (السويدية)
- سينثيا جيب على موقع إن إن دي بي (الإنجليزية)
- سينثيا جيب على موقع ديسكوغز (الإنجليزية)
- سينثيا جيب على موقع قاعدة بيانات الفيلم (الإنجليزية)
- سينثيا جيب على موقع كينوبويسك (الروسية)